# Гукхайм
Гукхайм (нем. Guckheim) — община в Германии, в земле Рейнланд-Пфальц. 
Входит в состав района Вестервальд. Подчиняется управлению Вестербург.  Население составляет 931 человек (на 31 декабря 2010 года). Занимает площадь 3,77 км².